# Hoa hậu Siêu quốc gia 2019
Hoa hậu Siêu quốc gia 2019 là cuộc thi Hoa hậu Siêu quốc gia lần thứ 11 được tổ chức tại Trung tâm Đại hội Quốc tế, Katowice, Ba Lan vào ngày 6 tháng 12 năm 2019. Hoa hậu Siêu quốc gia 2018 - Valeria Vázquez đến từ Puerto Rico đã trao lại vương miện cho người kế nhiệm, cô Anntonia Porsild đến từ Thái Lan

## Kết quả

### Thứ hạng
| Kết quả                    | Thí sinh |
| -------------------------- | --- |
| Hoa hậu Siêu quốc gia 2019 | - Thái Lan – Anntonia Porsild |
| Á hậu 1                    | - Namibia – Yana Haenisch |
| Á hậu 2                    | - Indonesia – Jesica Fitri Ana § |
| Á hậu 3                    | - Peru – Janick Maceta |
| Á hậu 4                    | - Venezuela – Gabriela de la Cruz |
| Top 10                     | - Colombia – Yaiselle Tous - Cộng hòa Séc – Hana Vagnerova - Panama – Krysthelle Barretto - Hoa Kỳ – Regina Grey - Việt Nam – Nguyễn Thị Ngọc Châu |
| Top 25                     | - Trinidad & Tobago – Yia-Loren Gomez - Mexico – Dariana Urista - Ba Lan – Kamia Swierc - Ấn Độ – Shefali Sood - Cameroon – Angele Kossinda - Iceland – Hugrun Brita Egilsdottir - New Zealand – Eva Louise Wilson - Ireland – Jessica VanGaalen - Hà Lan – Nathalie Yasmin Mogbelzada - Guatemala – Andrea Radford - Cộng hòa Dominican – Yaliza Burgos - Puerto Rico – Sheleyka Velez - Argentina – Avrill Marco - Singapore – Naomi Huth - Philippines – Resham Ramierez Saeed |

§ - Thí sinh chiến thắng giải thưởng Supra Fan Vote
Top 30 được công bố qua website chính thức và Instagram Hoa hậu Siêu quốc gia

### Hoa hậu Châu lục
| Danh hiệu                            | Thí sinh                            |
| ------------------------------------ | ----------------------------------- |
| Hoa hậu Siêu quốc gia châu Phi       | - Cameroon - Angele Kossinda        |
| Hoa hậu Siêu quốc gia châu Mỹ        | - Hoa Kỳ - Regina Grey              |
| Hoa hậu Siêu quốc gia châu Á         | - Việt Nam - Nguyễn Thị Ngọc Châu   |
| Hoa hậu Siêu quốc gia vùng Caribe    | - Cộng hòa Dominica - Yaliza Burgos |
| Hoa hậu Siêu quốc gia châu Âu        | - Cộng hòa Séc - Hana Vagnerova     |
| Hoa hậu Siêu quốc gia châu Đại Dương | - New Zealand - Eva Louise Wilson   |

## Các giải thưởng đặc biệt
| Giải thưởng             | Thí sinh |
| ----------------------- | --- |
| Miss Photogenic         | - Phần Lan - Viivi Altonen |
| Top Model               | - Colombia - Yaiselle Tous |
| Miss Elegance           | - Chiến thắng: Hà Lan - Nathalie Yasmin Mogbelzada - Giải nhì: Việt Nam - Nguyễn Thị Ngọc Châu - Giải ba: Venezuela - Gabriela De La Cruz |
| Best Talent             | - Chiến thắng: Singapore - Naomi Huth - Giải nhì: Ba Lan - Kamia Swierc - Giải ba: Thái Lan - Anntonia Porsild |
| Best National Costume   | - Chiến thắng: Mexico - Dariana Urista - Giải nhì: Honduras - Nicole Ponce - Giải ba: Indonesia - Jesica Fitri Ana - Giải bốn: Puerto Rico - Sheleyka Velez - Giải năm: Trinidad và Tobago - Yia-Loren Gomez                                              |
| Supra Model of the Year | - Châu Đại Dương: Úc - Alexandra Wallace - Châu Âu: Iceland - Hugrun Brita Egilsdottir - Vùng Caribe: Puerto Rico - Sheleyka Velez - Châu Á: Ma Cao - Christina Zheng - Châu Mĩ: Colombia - Yaiselle Tous - Châu Phi: Guinea Xích Đạo - Alba Isabel Obama |
| Supra Fan Vote Winner   | - Indonesia - Jesica Fitri Ana |
| Miss Congeniality       | - Scotland - Aimee McGarvie |
| Interview Winner        | - Ireland - Jessica VanGaalen - Singapore - Naomi Huth - New Zealand - Eva Louise Wilson - Philippines - Resham Ramierez Saeed |
| Missosologist's Choice  | - Namibia - Yana Haenisch |

### Supra Chat with Valeria
| Kết quả     | Thí sinh |
| ----------- | --- |
| Chiến thắng | - Ireland - Jessica VanGaalen - New Zealand - Eva Louise Wilson - Philippines - Resham Ramierez Saeed - Singapore - Naomi Huth - Việt Nam - Nguyễn Thị Ngọc Châu |
| Top 16      | - Bolivia - Maria Elena Antelo Molina - Cộng hòa Séc - Yaliza Burgos - Indonesia - Jesica Fitri Ana - Nepal - Rose Lama - Peru - Janick Maceta - Ba Lan - Kamia Swierc - Puerto Rico - Sheleyka Velez - Thái Lan - Anntonia Porsild - Trinidad và Tobago - Yia-Loren Gomez - Hoa Kỳ - Regina Grey - Venezuela - Gabriela de la Cruz |

### Miss Supranational Influencer
| Kết quả     | Thí sính |
| ----------- | --- |
| Chiến thắng | - Hà Lan - Nathalie Yasmin Mogbelzada |
| Top 10      | - Úc - Alexandra Wallace - Canada - Gloren Guelos - Ấn Độ - Shefali Sood - Malta - Rebecca Pace - Rwanda - Shanitah Umunyana - Scotland - Aimee McGarvie - Singapore - Naomi Huth - Nam Phi - Leyla Van Greuning - Zambia - Mercy Mukwiza |

## Thí sinh tham gia
Cuộc thi có tổng cộng 77 thí sinh tham gia:
| Quốc gia/Vùng lãnh thổ | Thí sinh                   | Tuổi | Quê quán             |
| ---------------------- | -------------------------- | ---- | -------------------- |
| Albania                | Arta Celaj                 | 18   | Tropoje              |
| Argentina              | Avrill Marco               | 20   | Santiago del Estero  |
| Úc                     | Alexandra Wallace          | 27   | Orange               |
| Barbados               | Stevie Miles               | 22   | St.George            |
| Belarus                | Karolina Borisevich        | 23   | Grodno               |
| Bỉ                     | Camilia Martinez           | 20   | Liege                |
| Bolivia                | Maria Elena Antelo Molina  | 25   | Santa Cruz           |
| Brazil                 | Fernanda Souza             | 25   | São Paulo            |
| Cameroon               | Angele Kossinda            | 26   | Douala               |
| Canada                 | Gloren Guelos              | 24   | Vancouver            |
| Chile                  | Katherine Munoz            | 28   | Limache              |
| Colombia               | Yaiselle Tous              | 23   | Cartagena            |
| Costa Rica             | Lohana Aguilar             | 22   | Cartago              |
| Bờ Biển Ngà            | Zao Ouhonssio              | 23   | Abidjan              |
| Croatia                | Helena Krnetic             | 19   | Zagreb               |
| Cộng hòa Séc           | Hana Vagnerova             | 25   | Brno                 |
| Cộng hòa Dominica      | Yaliza Burgos              | 27   | Santiago             |
| Ecuador                | Fernanda Yebez             | 27   | Manta                |
| Anh                    | Kirsty Lerchundi           | 18   | Bath                 |
| Guinea Xích Đạo        | Alba Isabel Obama          | 18   | Bata                 |
| Ethiopia               | Hanna Abate                | 24   | Addis Ababa          |
| Phần Lan               | Viivi Altonen              | 23   | Tampere              |
| Pháp                   | Sheryna van der Koelen     | 26   | Narbonne             |
| Đức                    | Derya Koc                  | 26   | Schwabach            |
| Guatemala              | Andrea Radford             | 24   | Thành phố Guatemala  |
| Haiti                  | Schneidine Mondesir        | 20   | Paris                |
| Honduras               | Nicole Ponce               | 24   | San Pedro Sula       |
| Hungary                | Szimonetta Fekszi          | 25   | Budapest             |
| Iceland                | Hugrun Brita Egilsdottir   | 24   | Gadabaer             |
| Ấn Độ                  | Shefali Sood               | 24   | New Delhi            |
| Indonesia              | Jesica Fitri Ana           | 24   | Tây Java             |
| Ireland                | Jessica VanGaalen          | 28   | Kerry                |
| Jamaica                | Kimberly Dawkins           | 25   | Kingston             |
| Nhật Bản               | Natsumi Takenaka           | 27   | Osaka                |
| Kenya                  | Emma Hosea                 | 25   | Nakuru               |
| Hàn Quốc               | Laura Kwon Whee            | 26   | Seoul                |
| Lào                    | Poulatda Saiydonekhong     | 21   | Attapeu              |
| Lithuania              | Jurate Stasiunaite         | 28   | Vilnius              |
| Ma Cao                 | Christina Zheng            | 22   | Ma Cao               |
| Malta                  | Rebecca Pace               | 22   | Birzebugga           |
| Mauritius              | Urvashi Haurheeram         | 24   | Petit Raffray        |
| Mexico                 | Dariana Urista             | 20   | Culiacan             |
| Myanmar                | Eaint Myat Chal            | 26   | Yangon               |
| Namibia                | Yana Haenisch              | 23   | Windhoek             |
| Nepal                  | Rose Lama                  | 21   | Jorpati              |
| Hà Lan                 | Nathalie Yasmin Mogbelzada | 22   | Amsterdam            |
| New Zealand            | Eva Louise Wilson          | 22   | Tauranga             |
| Nigeria                | Oluchi Kalu                | 24   | N-diUduma Awoke      |
| Bắc Ireland            | Nicholle Hembra            | 28   | Luân Đôn             |
| Panama                 | Krysthelle Barretto        | 24   | Thành phố Panama     |
| Paraguay               | Katherine Masi Zárate      | 18   | Asuncion             |
| Peru                   | Janick Maceta              | 25   | Lima                 |
| Philippines            | Resham Ramierez Saeed      | 26   | Maguindanao          |
| Ba Lan                 | Kamia Swierc               | 20   | Opole                |
| Bồ Đào Nha             | Carolina Liquito           | 23   | Sintra               |
| Puerto Rico            | Sheleyka Velez             | 26   | Aguada               |
| Romania                | Alexandra Stroe            | 20   | Brăila               |
| Nga                    | Valeriya Skolota           | 21   | Svetlograd           |
| Rwanda                 | Shanitah Umunyana          | 20   | Kigali               |
| Scotland               | Aimee McGarvie             | 26   | Carlisle             |
| Sierra Leone           | Esther Yeanoh Kamara       | 22   | Freetown             |
| Singapore              | Naomi Huth                 | 19   | Singapore            |
| Slovakia               | Natalia Hrusovska          | 21   | Nitra                |
| Nam Phi                | Leyla Van Greuning         | 20   | Johannesburg         |
| Tây Ban Nha            | Aitana Jimenez             | 19   | Tenerife             |
| Sri Lanka              | Wasana Gunasekara          | 25   | Gampaha              |
| Suriname               | Sri-Dewi Martomamat        | 22   | Lelydorp             |
| Thái Lan               | Anntonia Porsild           | 23   | Băng Cốc             |
| Trinidad và Tobago     | Yia-Loren Gomez            | 28   | Arima                |
| Thổ Nhĩ Kỳ             | Busra Turan                | 20   | Istanbul             |
| Ukraine                | Olena Liashuk              | 21   | Lutsk                |
| Hoa Kỳ                 | Regina Grey                | 28   | Milwaukee, Wisconsin |
| Quần đảo Virgin (Mỹ)   | Destani Huffman-Jefferson  | 24   | Christiansted        |
| Venezuela              | Gabriela de la Cruz        | 20   | Yacaruay             |
| Việt Nam               | Nguyễn Thị Ngọc Châu       | 25   | Tây Ninh             |
| Wales                  | Emily Ryan                 | 20   | Birmingham           |
| Zambia                 | Mercy Mukwiza              | 26   | Livingstone          |

## Chú ý

### Lần đầu tham gia
- Barbados
- Zambia

### Trở lại
- Lần cuối tham gia vào năm 2013:
  -  Honduras
  -  Cameroon
  -  Bờ Biển Ngà
  -  Quần đảo Virgin (Mỹ)
- Lần cuối tham gia vào năm 2015:
  -  Ireland
  -  Bắc Ireland
  -  Lithuania
  -  Iceland
- Lần cuối tham gia vào năm 2016:
  -  Ma Cao
  -  Sri Lanka
  -  Trinidad và Tobago
- Lần cuối tham gia vào năm 2017:
  -  Chile
  -  Ethiopia
  -  Đức
  -  Peru
  -  Scotland
  -  Wales

### Bỏ cuộc
- Trung Quốc
- El Salvador
- Đan Mạch
- Hy Lạp
- Guadeloupe
- Ý
- Kosovo
- Liban
- Malaysia
- Moldova
- Montenegro
- Pakistan
- Slovenia
- Thụy Điển
- Thụy Sĩ
- Togo

## Các thí sinh tham dự cuộc thi sắc đẹp quốc tế khác
| Quốc gia/Vùng lãnh thổ | Thí sinh                 | Cuộc thi                                        | Đại diện        |
| ---------------------- | ------------------------ | ----------------------------------------------- | --------------- |
| Argentina              | Avril Marco              | Miss Teenager 2016                              | Argentina       |
| Argentina              | Avril Marco              | Miss World 2017 (Top 40)                        | Argentina       |
| Barbados               | Stephanie Marie Miles    | Miss Globe 2015                                 | Barbados        |
| Barbados               | Stephanie Marie Miles    | Miss Tourism Queen International 2016           | Barbados        |
| Bolivia                | María Elena Antelo       | World Miss Tourism Ambassador 2018 (Á hậu 2)    | Bolivia         |
| Bolivia                | María Elena Antelo       | Miss International 2018                         | Bolivia         |
| Cameroon               | Angèle Kossinda          | Miss Earth 2017 (Top 16)                        | Cameroon        |
| Cameroon               | Angèle Kossinda          | Miss Africa 2018 (Á hậu 3)                      | Cameroon        |
| Cameroon               | Angèle Kossinda          | Miss International 2019                         | Cameroon        |
| Cameroon               | Angèle Kossinda          | Miss Universe 2020                              | Cameroon        |
| Canada                 | Gloren Guelos            | Miss Earth 2020                                 | Canada          |
| Cộng hòa Séc           | Hana Vágnerová           | Miss Tourism World 2015                         | Cộng hòa Séc    |
| Đan Mạch               | Monika Midjord Nolsøe    | World Beauty Queen 2019 (Á Hậu 5)               | Đan Mạch        |
| Guinea Xích Đạo        | Alba Isabel Obama        | Miss Universe 2022                              | Guinea Xích Đạo |
| Phần Lan               | Viivi Altonen            | Supermodel International 2014 (Á quân 3)        | Phần Lan        |
| Phần Lan               | Viivi Altonen            | Miss Universe 2020                              | Phần Lan        |
| Pháp                   | Sheryna Van Der Koelen   | Miss Earth 2012                                 | Guadeloupe      |
| Pháp                   | Sheryna Van Der Koelen   | Miss World 2013                                 | Guadeloupe      |
| Iceland                | Hugrun Brita Egilsdottir | Miss World 2021                                 | Iceland         |
| Ireland                | Jessica VanGaalen        | Miss Continents United 2018                     | Hoa Kỳ          |
| Ireland                | Jessica VanGaalen        | Miss Eco International 2018                     | Hoa Kỳ          |
| Kenya                  | Emma Hosea               | Miss Aura International 2021 (Top 20)           | Kenya           |
| Hàn Quốc               | Whee Laura Kwon          | World Miss University 2017                      | Hàn Quốc        |
| Lithuania              | Jurate Stasiunaite       | Miss Supertalent 2018 (Á hậu 4)                 | Lithuania       |
| Lithuania              | Jurate Stasiunaite       | Miss Rainbow of the World 2018 (Á hậu 1)        | Lithuania       |
| Lithuania              | Jurate Stasiunaite       | Miss Grand International 2018                   | Lithuania       |
| Myanmar                | Eaint Myat Chal          | Miss Earth 2015                                 | Myanmar         |
| Namibia                | Yana haenisch            | Face of Beauty International 2013 (Á hậu 4)     | Namibia         |
| Hà Lan                 | Nathalie Mogbelzada      | Miss Tourism Queen International 2015 (Hoa hậu) | Hà Lan          |
| Hà Lan                 | Nathalie Mogbelzada      | Miss International 2017                         | Hà Lan          |
| Hà Lan                 | Nathalie Mogbelzada      | Miss Grand International 2021 Top 20            | Hà Lan          |
| New Zealand            | Eva Louise Wilson        | World Miss Tourism Ambassador 2017              | New Zealand     |
| New Zealand            | Eva Louise Wilson        | Miss Earth 2021 (Top 20)                        | New Zealand     |
| Panama                 | Krysthelle Barretto      | Miss World 2021                                 | Panama          |
| Paraguay               | Katherine Masi Zárate    | Reina Intercontinental 2017 (Hoa hậu)           | Paraguay        |
| Peru                   | Janick Maceta            | Miss Tourism World 2018 (Á hậu 1)               | Peru            |
| Peru                   | Janick Maceta            | Miss Universe 2020 (Á hậu 2)                    | Peru            |
| Bồ Đào Nha             | Carolina Liquito         | Miss Eco Universe 2016 (Top 16)                 | Bồ Đào Nha      |
| Bồ Đào Nha             | Carolina Liquito         | Miss Tourism World 2017                         | Bồ Đào Nha      |
| Bồ Đào Nha             | Carolina Liquito         | Miss 7 Continents 2017                          | Bồ Đào Nha      |
| Bồ Đào Nha             | Carolina Liquito         | Miss All Nations 2019                           | Bồ Đào Nha      |
| Romania                | Alexandra Stroe          | Miss Aura International 2021 (Á hậu 1)          | Romania         |
| Rwanda                 | Shanitah Umunyana        | Miss University Africa 2018                     | Rwanda          |
| Sierra Leone           | Esther Yeanoh Kamara     | Miss Landscapes International 2019 (Top 7)      | Sierra Leone    |
| Sri Lanka              | Wasana Gunasekara        | Miss Supermodel Worldwide 2019 (Á hậu 3)        | Sri Lanka       |
| Thái Lan               | Anntonia Porsild         | Miss Universe 2023 (Á hậu 1)                    | Thái Lan        |
| Việt Nam               | Nguyễn Thị Ngọc Châu     | Miss Universe 2022                              | Việt Nam        |
| Zambia                 | Mercy Mukwiza            | Miss International 2014                         | Zambia          |